# Sally Lunn bun
Il Sally Lunn bun, anche abbreviato Sally Lunn, è un pane dolce inglese diffuso nei territori del Commonwealth e di cui esistono diverse varianti.

## Storia
Il primo documento che menziona il Sally Lunn bun è una guida scritta da Philip Thicknesse nel 1780. L'alimento venne diffuso dai coloni britannici negli USA. In un articolo di giornale del 1892, viene affermato che il Sally Lunn bun divenne noto come "pane per la colazione di Washington" perché era così ammirato dal primo presidente americano. L'alimento funge da teacake in Inghilterra, Canada e Nuova Zelanda.